# توماس إي. ستيوارت
توماس إي. ستيوارت (بالإنجليزية: Thomas E. Stewart) هو محامي وسياسي أمريكي، ولد في 22 سبتمبر 1824 في نيويورك في الولايات المتحدة، وتوفي في 9 يناير 1904. حزبياً، نشط في الحزب الجمهوري. وقد انتخب عضو جمعية ولاية نيويورك وانتخب عضو مجلس النواب الأمريكي.